# Clibadium
Clibadium är ett släkte av korgblommiga växter. Clibadium ingår i familjen korgblommiga växter.

## Dottertaxa tillClibadium, i alfabetisk ordning[1]
- Clibadium acuminatum
- Clibadium anceps
- Clibadium arboreum
- Clibadium armanii
- Clibadium arriagadae
- Clibadium cordatum
- Clibadium divaricatum
- Clibadium eggersii
- Clibadium erosum
- Clibadium fragiferum
- Clibadium frontinoense
- Clibadium funkiae
- Clibadium glabrescens
- Clibadium grandifolium
- Clibadium laxum
- Clibadium lehmannianum
- Clibadium leiocarpum
- Clibadium leptophyllum
- Clibadium lineare
- Clibadium manabiense
- Clibadium micranthum
- Clibadium microcephalum
- Clibadium neriifolium
- Clibadium pastazense
- Clibadium pentaneuron
- Clibadium peruvianum
- Clibadium pileorubrum
- Clibadium rhytidophyllum
- Clibadium scandens
- Clibadium sessile
- Clibadium sodiroi
- Clibadium sprucei
- Clibadium surinamense
- Clibadium sylvestre
- Clibadium terebinthinaceum
- Clibadium trianae
- Clibadium websteri
- Clibadium zarucchii